# Liste der Kulturgüter in Neerach
Die Liste der Kulturgüter in Neerach enthält alle Objekte in Neerach im Kanton Zürich, die gemäss der Haager Konvention zum Schutz von Kulturgut bei bewaffneten Konflikten, dem Bundesgesetz vom 20. Juni 2014 über den Schutz der Kulturgüter bei bewaffneten Konflikten sowie der Verordnung vom 29. Oktober 2014 über den Schutz der Kulturgüter bei bewaffneten Konflikten unter Schutz stehen.
Es sind weder Objekte der Kategorie A, noch Objekte der Kategorie B im Gemeindegebiet ausgewiesen, Objekte der Kategorie C fehlen zurzeit (Stand: 1. Januar 2022). Unter übrige Baudenkmäler sind weitere geschützte Objekte zu finden, die im Verzeichnis der Objekte von überkommunaler Bedeutung der kantonalen Denkmalpflege zu finden und nicht bereits in der Liste der Kulturgüter enthalten sind.

## Übrige Baudenkmäler
| ID                | Foto |                 | Objekt                                      | Kat.   | Typ | Standort                                                   | Beschreibung |
| ----------------- | ---- | --------------- | ------------------------------------------- | ------ | --- | ---------------------------------------------------------- | ------------ |
| 08800091          | ja   | Datei hochladen | Speicher, Hausteil 1                        | B reg. | G   | Riedt bei Neerach, bei Wehntalerstrasse 13 677737 / 261512 |              |
| 08800093          | ja   | Datei hochladen | Speicher, Hausteil 2                        | B reg. | G   | Riedt bei Neerach, bei Wehntalerstrasse 15 677733 / 261511 |              |
| 08800248          |      | Datei hochladen | Ehemaliges Bauernhaus, Scheunenteil         | B reg. | G   | Zwinghofstrasse 24 bei 677738 / 262622                     |              |
| 08800358          |      | Datei hochladen | Wohn- und Geschäftshaus, Hausteil 1         | C      | G   | Steinmaurstrasse 9 677879 / 262935                         |              |
| 08800361          |      | Datei hochladen | Wohn- und Geschäftshaus, Tankstellengebäude | C      | G   | bei Steinmaurstrasse 9 677862 / 262948                     |              |
| 08800380          | ja   | Datei hochladen | Schulhaus, altes Türmli                     | B reg. | G   | Steinmaurstrasse 16 677827 / 262960                        |              |
| 08800400          | ja   | Datei hochladen | Ehemaliges Kleinbauernhaus                  | C      | G   | Zwinghofstrasse 1 677669 / 262784                          |              |
| 08800406          | ja   | Datei hochladen | Geigenmühle, Mühlengebäude                  | B reg. | G   | Binzmühlestrasse 18 677771 / 262719                        |              |
| 088WASSERRAD00406 | ja   | Datei hochladen | Geigenmühle, Wasserrad                      | B reg. | G   | bei Binzmühlestrasse 18 677767 / 262726                    |              |
| 08800424          | ja   | Datei hochladen | Vogts- oder Obermühle, Mühlengebäude        | B reg. | G   | Vogtmühlestrasse 3 677645 / 262651                         |              |
| 08800432          |      | Datei hochladen | Ehemaliges Bauernhaus, Hausteil 3           | B reg. | G   | Zwinghofstrasse 20/22 677740 / 262615                      |              |
| 08800452          |      | Datei hochladen | Waschhaus                                   | C      | G   | bei Oberholzstrasse 1 677666 / 262833                      |              |
| 08800453          |      | Datei hochladen | Speicher                                    | C      | G   | bei Oberholzstrasse 1 677658 / 262837                      |              |

Hinweise zur Legende in dieser Liste:
- Anstelle der KGS-Nummer wird als Objekt-Identifikator (ID) die Inventarnummer im Verzeichnis der Objekte von überkommunaler Bedeutung des kantonalen Denkmalschutzamtes verwendet.
- Bei den Kategorien wird wie folgt unterschieden: B kant. = Objekt von kantonaler Bedeutung (Kanton Zürich); B reg. = Objekt von regionaler Bedeutung (Kanton Zürich)